# Denis Joly
Pour les articles homonymes, voir Joly.
 (septembre 2018).
Si vous disposez d'ouvrages ou d'articles de référence ou si vous connaissez des sites web de qualité traitant du thème abordé ici, merci de compléter l'article en donnant les références utiles à sa vérifiabilité et en les liant à la section « Notes et références ».
Denis Joly, né à Montlhéry le 13 mai 1906 et mort à Saint-Étienne le 21 décembre 1979, est un organiste et compositeur français.

## Biographie
Denis Joly est né dans une famille de musiciens. Son père, Louis Georges Joly (1874-1962), était 1er prix de basson du Conservatoire national supérieur de musique de Paris, et avait lui-même deux frères : Édouard, 1er prix de contrebasse de cette belle pépinière musicale, et Gustave, organiste à Pithiviers. Leur grand-père paternel, Louis-Parfais Joly, était un mélomane au goût très sûr.

### Jeunesse
Denis commence ses études de piano à cinq ans, sous la conduite de son père. Puis il est confié à deux professeurs éminents : César Galeotti, ancien élève de César Franck, et Camille Deucreus, directeur du Conservatoire américain de Fontainebleau. Il donne à sept ans son premier récital d'orgue. À 14 ans, il entre à la Schola Cantorum de Paris, où règne en apôtre du franckisme le compositeur Vincent d'Indy. L'école remarque les dons du jeune homme et accepte de le faire travailler. À 16 ans, il est admis en classe d'harmonie au Conservatoire national de musique de Paris, chez l'éminent mais redoutable spécialiste de cette discipline, Jean Gallon. En 1926, il obtient un 1er prix d'harmonie. Puis ce seront ensuite et successivement : un 1er prix de fugue et de contrepoint, en 1928, dans la classe de Noël Gallon ; un premier prix d'accompagnement, en  1928, dans la classe d'Abel Estyle ; un 1er prix d'orgue (et d'improvisation à l'orgue d'une fugue à quatre parties sur un sujet donné), en 1934, dans la classe du grand artiste Marcel Dupré. Il travaille également la direction d'orchestre avec Vincent d'Indy et Eugène Bigot, et la composition avec Paul Dukas.
Parmi ses condisciples et amis, dans cet établissement, on peut citer : Pierre Auclert, Claude Arrieu, Elsa Barraine, Alfred Desenclos, Yvonne Desportes, Maurice Duruflé, René Guillou, Gaston Litaize, Henri Roget, Pierre Maillard-Verger, Georges Hugon, Daniel Lesur, Tony Aubin, Jean Hubeau et Olivier Messiaen. Combien d'heures, à travailler et à déchiffrer des partitions au piano, ont passé ensemble ces deux amis : Denis Joly et Olivier Messiaen, avec la présence discrète et sensible de la poétesse Cécile Sauvage, mère d'Olivier ! Aussi, lorsqu'en janvier 1980, il apprend le décès de Denis, Olivier Messiaen écrit : « Denis Joly a été mon premier et mon meilleur camarade au Conservatoire de Paris, et cela dès la classe d'harmonie de Jean Gallon, en 1920. Nous nous entendions à merveille, et souvent nous discutions musique après les classes. Il a connu Cécile Sauvage et L'Âme en bourgeon. Puis j'ai passé des vacances à Montlhéry avec lui et il a assisté, toujours à Montlhéry, aux derniers moments de ma pauvre mère. Plus tard encore, lorsque j'ai dû faire mon service militaire, il m'a gentiment remplacé à l'orgue de la Trinité. C'était un merveilleux musicien, un de ces rares artistes qui aiment vraiment la musique et sont doués d'une parfaite audition intérieure. C'était aussi un homme bon, loyal, généreux et d'une grande sensibilité. Son amitié était exquise, prévenante, souriante et sans détours. »

### Sa carrière

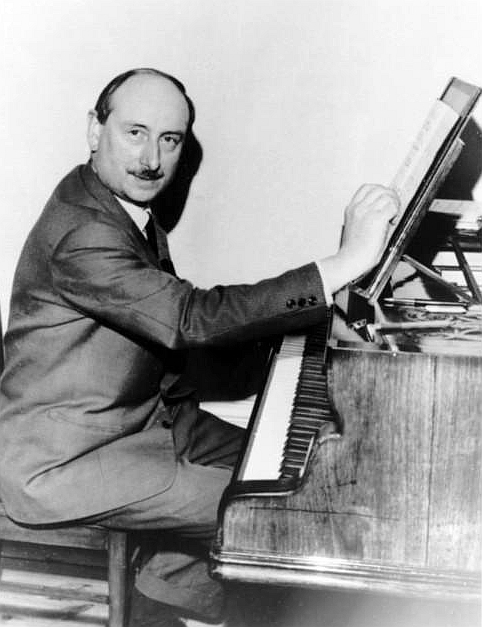
Denis Joly au conservatoire de Saint-Étienne

Nommé à 29 ans, en 1935, directeur du Conservatoire de musique de Nîmes, il reste 27 ans à ce poste. Ainsi, du 1er octobre 1935 au 30 septembre 1962, Denis Joly s'attache à la prospérité de son établissement. Il augmente les effectifs, crée des classes et des disciplines nouvelles, améliore la qualité de l'enseignement, hausse le niveau des études ; à tel point que nombre de ses élèves entrent au Conservatoire de Paris pour faire carrière dans la musique. À cette époque, il enseigne, lui aussi, dans son conservatoire les disciplines d'écriture : l'harmonie, le contrepoint, la fugue et dirige la classe d'ensemble vocal et instrumental.
Denis Joly continue à composer ; ses œuvres, de facture moderne, enthousiasmeront la génération des jeunes musiciens.
En 1941, il fonde l'Association symphonique du Conservatoire de Nîmes, ce qui lui permet de faire connaitre au public et aux mélomanes nîmois les grandes symphonies et concertos du répertoire classique et moderne, français et étranger. Les concerts, nombreux, malgré l'insuffisance des subventions municipales, ont lieu à la Galerie Jules Salles, au foyer communal, à la salle des fêtes du Lycée de garçons, au conservatoire.
Mais l'interprète ne perd pas ses droits, car titulaire du grand orgue de l'église Saint-Paul, en 1942, Denis Joly donne sur cet instrument une série de récitals au cours desquels se manifeste dans le choix des œuvres, son éclectisme et son goût de la rigueur architecturale : Bach, Franck, Widor, Vierne, Tournemire, Dupré. 
Bien qu'apprécié de ses élèves, de ses amis et des musiciens authentiques, Denis Joly met fin à la période nîmoise de sa carrière en raison du manque de soutien pécuniaire et culturel de la part des autorités municipales. Aussi, en octobre 1962, à la demande de son ami et maire de Saint-Étienne, Alexandre de Fraissinette, il accepte le poste de directeur de l'École nationale de musique de cette ville. Et, pendant 14 ans, compris et soutenu par la municipalité, disposant de plus de liberté d'action et d'un corps professoral important et homogène, Denis Joly peut ainsi donner la pleine mesure de son action culturelle et pédagogique. Cela se traduit par de nombreux concerts avec l'Association des concerts du Conservatoire, par la venue de nombreux artistes-solistes, par la création, en octobre 1967, de l'Orchestre de chambre de Saint-Étienne, qu'il fait rayonner dans tout le département, et à l'étranger, par la création de nouvelles disciplines (DEUG musical, classes de guitare, percussion, danse classique, saxophone, ensemble vocal) et l'augmentation du nombre d'élèves dans son établissement.
Diriger un orchestre constitue, pour Denis Joly, un autre aspect de son art, une autre forme d'expression au cours de laquelle son esthétique se libère lors de la création ou de la recréation d'œuvres orchestrales. En témoignent quelques réflexions de critiques sur ce sujet.
Lors de ses premières années à Nîmes, en 1937, on note dans le journal L'Èclair « son geste est incisif et sans réticences. Aussi la cohésion de l'ensemble est-elle parfaite et la sonorité très homogène. Il détaille la partition en compositeur savant qu'il est, mettant en valeur chaque timbre, donnant à chaque phrase un contour hiérarchisant tous les plans de l'architecture beethovenienne. »
Plus près de nous, sous la signature de Jean Tibi du journal Le Progrès lors de la saison 1966-1967 : « Denis Joly nous a donné hier au soir la magistrale démonstration de ce qu'est une direction d'orchestre intelligente parce que méthodique, sensible parce que cultivée, précise parce que marquée du sceau d'une exquise intuition et d'un goût profond... » Le même écrit une autre fois : « L'éclectisme éclairé qui est culture vivante, la sûreté de la lecture, la finesse du goût, l'acuité de la pénétration de l'œuvre, telles sont les éminentes qualités de Denis Joly. Et il en fait preuve au pupitre comme dans son enseignement au Conservatoire. Sa direction est « française », c'est-à-dire faite d'équilibre, de raison et d'effacement devant la partition pour mieux la servir. »
Ce grand musicien n'a pas eu le temps ni la possibilité de laisser une œuvre quantitativement importante, ceci en raison de sa santé, de ses responsabilités familiales (une famille de quatre enfants à élever, avec l'aide précieuse et efficace de sa femme, qui fut son ancienne élève au Conservatoire de Nîmes, Françoise Gilly), en raison de ses responsabilités administratives, pédagogiques et culturelles. Sa destiné de compositeur en a souffert. Ceci étant, il n'en a pas moins laissé une œuvre de qualité et de haute tenue. 
Mais avant même que l'heure de la retraite ait sonné, il est atteint par les premiers effets d'une cruelle maladie. Il continuera à vivre trois années durant, dans un affaiblissement progressif, jusqu'au 21 décembre 1979, soigné par une épouse exemplaire et entouré de l'estime et de l'affection de tous. Jusqu'au bout, il restera fidèle à cette musique qu'il aura tant servie.

## Ses œuvres
Parmi une quarantaine de compositions, on peut citer :
- Cantilene et Danse, pour saxophone alto et piano (1949)
- La Fête provençale, pour orchestre
- La Suite dans un style ancien (l'Avare)
- L'Allegro Giocoso, pour hautbois, violoncelle et piano
- Les Variations en ut # mineur, pour piano seul à la mémoire de Paul Dukas
- La Barcarolle, pour piano seul
- Croquis no 1, pour piano seul
- Églogue, pour flûte et piano
- Trio d'Anche, pour hautbois, clarinette et basson
- Improvisation, pour flûte seule
- Récit, Choral et Variations, pour contrebasse et piano
- Prélude Symphonique, pour orgue
- Trio, pour piano, violon, alto et violoncelle
- Quatuor, pour piano, violon, alto et violoncelle

Certaines de ses œuvres ont fait l'objet d'une édition musicale, aux éditions Leluc, Salabert, Pierre Noël, Costallat, Philippo et Combre, Transatlantiques.